# 리브 리자 프리스
리프 리자 프리스(Liv Lisa Fries, 1990년 10월 31일 ~ )는 독일의 배우이다.